# SV Zulte Waregem
Sportvereniging Zulte Waregem (normalt bare kendt som SV Zulte Waregem) er en belgisk fodboldklub fra byen Waregem i Vestflandern. Klubben spiller i den belgiske Jupiler Pro League, og har hjemmebane på Regenboogstadion. Klubben blev grundlagt i 1950, og har siden da vundet en enkelt titel, nemlig den belgiske pokalturnering i 2006.

## Titler
- Belgisk Pokalturnering (1): 2006